# Jean Duppelin
Jean, barão Duppelin, (Phalsbourg, 3 de abril de 1771 − Toruń, 25 de janeiro de 1813, foi um general francês da Revolução e do Império de Napoleão.

## Biografia
Soldado do 89º regimento da infantaria de linha (Regimento Royal-Suédois) em 1º de junho de 1787, e dispensado em 1º de junho de 1791, ingressou como sargento a 8 de agosto do mesmo ano no 3º batalhão de voluntários de Meurthe (um departamento francês extinto no Tratado de Fankfurt). Aí, tornou-se auxiliar suboficial em 16 de março de 1792, e major auxiliar em 15 de julho de 1793. Fez as campanhas de 1792 a 1793 no exército de Ardenas. No começo do ano II do Calendário Revolucionário, ou seja, em setembro de 1793, esteve no Exército do Norte. Passou o dia 7 nivoso do ano II no comando da companhia dos granadeiros do seu batalhão, e serviu do ano III ao VI diante da Mogúncia, às margens do Rio Reno, e na et na República Helvética.
Recebeu dois ferimentos a bala no caso de Guersbach, ao dia 4 messidor do ano IV; tornou-se chefe de batalhão da 106ª meia-brigada de linha no 1º floreal do ano VII, e combateu na Itália do ano VII ao IX. Durante o Cerco de Gênova de 1800, recebeu quatro ferimentos a bala no dia 16 germinal, sobre o Montefaccio, e foi indicado à ordem do Exército. Major da 67º meia-brigada de infantaria de linha no dia 30 frimário do ano XII, tornou-se membro da Ordem Nacional da Legião de Honra no 11 germinal seguinte.
Participou das guerras da Itália dos anos XIII e XIV; tornou-se a 1º de maio de 1806 chefe de batalhão dos granadeiros a pé da guarda imperial, e coronel do 85º regimento de infantaria de linha a 20 de outubro do mesmo ano. Dupellin fez, à frente deste corpo, as campanhas de 1806 e 1807 na Grande Armée e tornou-se oficial da Legião de Honra em 21 de setembro do mesmo ano, além de barão do império. No mesmo período, o Imperador Napoleão o empregou no 3º corpo do Exército da Alemanha, e lhe confiou, no dia 19 de junho de 1811, o comando de uma brigada de infantaria. Promovido ao 1º corpo da Grande Armée no começo de 1812, morreu em Thorn, na Prússia, em 25 de janeiro de 1813.